# Thrypticomyia dichaeta
Thrypticomyia dichaeta är en tvåvingeart som först beskrevs av Alexander 1948.  Thrypticomyia dichaeta ingår i släktet Thrypticomyia och familjen småharkrankar.
Artens utbredningsområde är Vanuatu. Inga underarter finns listade i Catalogue of Life.